# That's the Truth
"That's the Truth" é uma canção da banda britânica McFly, contida em seu álbum Above the Noise. Produzida por Dallas Austin, será lançada como terceiro single do álbum no Reino Unido em 6 de março de 2011 para download digital e no dia seguinte no formato físico, como CD single, maxi single, 7" vinil.

## Formatos e faixas
| CD single |                           |         |  |
| N.º       | Título                    | Duração |  |
| 1.        | "That's The Truth"        | 3:52    |  |
| 2.        | "Shine a Light" (ao vivo) |         |  |

| Maxi single |                                           |         |  |
| N.º         | Título                                    | Duração |  |
| 1.          | "That's The Truth"                        | 3:52    |  |
| 2.          | "I'll Be Your Man" (ao vivo)              |         |  |
| 3.          | "I Need a Woman" (ao vivo)                |         |  |
| 4.          | "Nowhere Left to Run" (Danny Jones Remix) |         |  |

| 7" vinil |                                               |         |  |
| N.º      | Título                                        | Duração |  |
| 1.       | "That's The Truth"                            | 3:52    |  |
| 2.       | "That's The Truth" (7th Heaven Club Mix Edit) |         |  |

## Paradas musicais
| Parada (2010)                  | Melhor posição |
| ------------------------------ | -------------- |
| Reino Unido (UK Singles Chart) | 35             |